# Elisabet Franzén
Elisabet Karola Franzén, född 26 maj 1941 i Gällstads församling i Älvsborgs län, är en svensk miljöpartistisk politiker.

## Biografi
Franzén var riksdagsledamot 1988 till 1991 och var ledamot i Lagutskottet. Hon var styrelseledamot i Riksdagens veteranförening fram till 2010.